# Udfordringen (film fra 2016)
|  | Denne artikel er oprettet af botten Steenthbot ud fra en ekstern database. Den kan derfor have sproglige fejl eller mangler. Denne skabelon kan fjernes efter kontrol af indholdet. |

Udfordringen er en dansk kortfilm fra 2016 instrueret af Poul Erik Madsen.

## Handling
En gruppe børn udfordrer hinanden til at overtræde egne og andres grænser for at føle sig som en del af fællesskabet. Udfordringerne har store konsekvenser både for børnene selv og for deres klassekammerater.

## Medvirkende
- Alfa Liv Ottesen, Marie
- Storm Valin, Max
- Yasmin Paludan Møller, Josefine
- Leonard Georg Antonakakis, Victor
- Emily Mathilde Petersen Bowen, Emma